# Campeonato Brasileño de Fútbol 2008
El Campeonato Brasileño de Fútbol 2008 fue la 53.ª edición del Campeonato Brasileño de Serie A. El mismo comenzó el 10 de mayo de 2008 y finalizó el 7 de diciembre del corriente año.
El título se decidió en favor del São Paulo FC, que ganó el sexto título en su historia.

## Sistema de competición
El sistema de juego es el mismo de las temporadas anteriores. Los 20 equipos participantes se enfrentarán en partidos de ida y vuelta en un sistema de todos contra todos. El equipo con más puntos en la tabla de clasificación, será quien se corone cómo campeón. A su vez, los cuatro equipos que finalicen con menos puntos en la tabla de clasificación descenderán y jugarán la Serie B del siguiente año.

## Equipos participantes

### Ascensos y descensos
| Pos. | Descendidos en la temporada 2007 |
| ---- | -------------------------------- |
| 17.º | Corinthians                      |
| 18.º | Paraná Clube                     |
| 19.º | Juventude                        |
| 20.º | América de Natal                 |

| Pos. | Ascendidos de la Serie B 2007 |
| ---- | ----------------------------- |
| 1.º  | Coritiba                      |
| 2.º  | Ipatinga                      |
| 3.º  | Portuguesa-SP                 |
| 4.º  | Vitória                       |

### Información de equipos
| Equipo              | Ciudad         | Estadio           | Posición 2007 |
| ------------------- | -------------- | ----------------- | ------------- |
| Atlético Mineiro    | Belo Horizonte | Mineirão          | 8.º           |
| Atlético Paranaense | Curitiba       | Arena da Baixada  | 12.º          |
| Botafogo            | Río de Janeiro | Engenhão          | 9.º           |
| Coritiba            | Curitiba       | Couto Pereira     | 1.º Serie B   |
| Cruzeiro            | Belo Horizonte | Mineirão          | 5.º           |
| Figueirense         | Florianópolis  | Orlando Scarpelli | 13.º          |
| Flamengo            | Río de Janeiro | Maracanã          | 3.º           |
| Fluminense          | Río de Janeiro | Maracanã          | 4.º           |
| Goiás               | Goiânia        | Serra Dourada     | 16.º          |
| Grêmio              | Porto Alegre   | Olímpico          | 6.º           |
| Internacional       | Porto Alegre   | Beira-Rio         | 11.º          |
| Ipatinga            | Ipatinga       | Ipatingão         | 2.º Serie B   |
| Náutico             | Recife         | Aflitos           | 15.º          |
| Palmeiras           | São Paulo      | Palestra Itália   | 7.º           |
| Portuguesa          | São Paulo      | Canindé           | 3.º Serie B   |
| Santos              | Santos         | Vila Belmiro      | 2.º           |
| São Paulo           | São Paulo      | Morumbi           | 1.º Campeón   |
| Sport               | Recife         | Ilha do Retiro    | 14.º          |
| Vasco da Gama       | Río de Janeiro | São Januário      | 10.º          |
| Vitória             | Salvador       | Barradão          | 4.º Serie B   |

## Tabla de posiciones
| Pos. | Equipo              | Pts. | PJ | PG | PE | PP | GF | GC | Dif. |
| ---- | ------------------- | ---- | -- | -- | -- | -- | -- | -- | ---- |
| 1    | São Paulo (C)       | 75   | 38 | 21 | 12 | 5  | 66 | 36 | +30  |
| 2    | Grêmio              | 72   | 38 | 21 | 9  | 8  | 59 | 35 | +24  |
| 3    | Cruzeiro            | 67   | 38 | 21 | 4  | 13 | 59 | 44 | +15  |
| 4    | Palmeiras           | 65   | 38 | 19 | 8  | 11 | 55 | 45 | +10  |
| 5    | Flamengo            | 64   | 38 | 18 | 10 | 10 | 67 | 48 | +19  |
| 6    | Internacional       | 54   | 38 | 15 | 9  | 14 | 48 | 47 | +1   |
| 7    | Botafogo            | 53   | 38 | 15 | 8  | 15 | 51 | 43 | +8   |
| 8    | Goiás               | 53   | 38 | 14 | 11 | 13 | 57 | 47 | +10  |
| 9    | Coritiba            | 53   | 38 | 14 | 11 | 13 | 55 | 48 | +7   |
| 10   | Vitória             | 52   | 38 | 15 | 7  | 16 | 48 | 44 | +4   |
| 11   | Sport Recife        | 52   | 38 | 14 | 10 | 14 | 48 | 45 | +3   |
| 12   | Atlético Mineiro    | 48   | 38 | 12 | 12 | 14 | 50 | 61 | -11  |
| 13   | Atlético Paranaense | 45   | 38 | 12 | 9  | 17 | 45 | 54 | -9   |
| 14   | Fluminense          | 45   | 38 | 11 | 12 | 15 | 49 | 48 | +1   |
| 15   | Santos              | 45   | 38 | 11 | 12 | 15 | 44 | 53 | -11  |
| 16   | Náutico             | 44   | 38 | 11 | 11 | 16 | 44 | 54 | -10  |
| 17   | Figueirense         | 44   | 38 | 11 | 11 | 16 | 49 | 72 | -23  |
| 18   | Vasco da Gama       | 40   | 38 | 11 | 7  | 20 | 56 | 72 | -16  |
| 19   | Portuguesa          | 38   | 38 | 9  | 11 | 18 | 48 | 70 | -22  |
| 20   | Ipatinga            | 35   | 38 | 9  | 8  | 21 | 37 | 66 | -29  |

|                                    |
| Bandera del estado de São Paulo    |
| Campeón São Paulo F. C. 6.º título |

Sport Recife clasifica a Copa Libertadores 2009 por ganar la Copa do Brasil 2008

Internacional clasifica a Copa Sudamericana 2009 por ser el campeón de Copa Sudamericana 2008.
|  |                                                                          |
|  | Campeón y clasificado para la Segunda fase de la Copa Libertadores 2009. |
|  | Clasificado para la Segunda fase de la Copa Libertadores 2009.           |
|  | Clasificado para la Primera fase de la Copa Libertadores 2009.           |
|  | Clasifica a la Copa Sudamericana 2009                                    |
|  | Desciende a la Serie B 2009                                              |

## Goleadores
| Pos. | Jugador        | Club          | Goles |
| ---- | -------------- | ------------- | ----- |
| 1    | Keirrison      | Coritiba      | 21    |
| 1    | Kléber Pereira | Santos        | 21    |
| 1    | Washington     | Fluminense    | 21    |
| 4    | Alex Mineiro   | Palmeiras     | 19    |
| 5    | Guilherme      | Cruzeiro      | 18    |
| 6    | Borges         | São Paulo     | 16    |
| 7    | Hugo           | São Paulo     | 14    |
| 7    | Nilmar         | Internacional | 14    |
| 7    | Paulo Baier    | Goiás         | 14    |
| 10   | Edmundo        | Vasco da Gama | 13    |
| 10   | Felipe         | Náutico       | 13    |

## Serie B
- Serie B 2008. Los cuatro primeros ascienden a la Serie A 2009, los cuatro últimos descienden a la Serie C.
| Pos. | Equipo               | Pts. | PJ | PG | PE | PP | GF | GC | Dif. |
| ---- | -------------------- | ---- | -- | -- | -- | -- | -- | -- | ---- |
| 1    | Corinthians (C) (D)  | 85   | 38 | 25 | 10 | 3  | 79 | 29 | 50   |
| 2    | Santo André          | 68   | 38 | 19 | 11 | 8  | 71 | 45 | 26   |
| 3    | Avaí                 | 67   | 38 | 18 | 13 | 7  | 71 | 40 | 31   |
| 4    | Grêmio Barueri       | 63   | 38 | 20 | 3  | 15 | 58 | 55 | 3    |
| 5    | Ponte Preta          | 58   | 38 | 17 | 7  | 14 | 54 | 46 | 8    |
| 6    | Vila Nova-GO (A)     | 58   | 38 | 17 | 7  | 14 | 57 | 55 | 2    |
| 7    | Bragantino (A)       | 57   | 38 | 16 | 9  | 13 | 47 | 41 | 6    |
| 8    | Juventude (D)        | 56   | 38 | 16 | 8  | 14 | 51 | 48 | 3    |
| 9    | São Caetano          | 54   | 38 | 14 | 12 | 12 | 61 | 55 | 6    |
| 10   | Bahia (A)            | 52   | 38 | 14 | 10 | 14 | 47 | 65 | -18  |
| 11   | Paraná (D)           | 49   | 38 | 14 | 7  | 17 | 49 | 54 | -5   |
| 12   | Ceará                | 49   | 38 | 12 | 13 | 12 | 52 | 50 | 2    |
| 13   | ABC Natal (A)        | 48   | 38 | 12 | 12 | 14 | 55 | 57 | -2   |
| 14   | Brasiliense          | 47   | 38 | 13 | 8  | 17 | 56 | 64 | -8   |
| 15   | América de Natal (D) | 46   | 38 | 12 | 10 | 16 | 46 | 51 | -5   |
| 16   | Fortaleza            | 45   | 38 | 12 | 9  | 17 | 56 | 56 | 0    |
| 17   | Marília              | 45   | 38 | 11 | 12 | 15 | 47 | 60 | -13  |
| 18   | Criciúma             | 41   | 38 | 11 | 8  | 19 | 40 | 54 | -14  |
| 19   | Gama                 | 35   | 38 | 9  | 8  | 21 | 37 | 72 | -35  |
| 20   | CRB Alagoas          | 24   | 38 | 5  | 9  | 24 | 35 | 72 | -37  |

(D): Descendidos de Serie A la temporada anterior. 
(A): Ascendidos de Serie C la temporada anterior.